# Zuiderend
Zuiderend (Fries: Suorein) is een buurtschap in de gemeente Leeuwarden, in de Nederlandse provincie Friesland. De plaats ligt tussen Grouw en Irnsum in het dorpsgebied van Grouw. Zuiderend bestaat uit enkele verspreide boerderijen aan de weg Suorein. Ten zuiden van de buurtschap ligt het Prinses Margrietkanaal.
De buurtschap werd in de 17e eeuw vermeld als  't Zuidend, De Soerendt en Suyrend. Rond 1700 komen vermelding voor als  't Zuyder End. In de 19e eeuw komen Het Zuiderend en Suurend voor. De schrijfwijzen als 't Zuiderend en Zuurend zijn latere spellingen die soms nog weleens opduiken.
De plaatsnaam duidt op het zuidelijke end, of uitbuurt van Friens. De inwoners van Zuiderend waren oorspronkelijk veel meer op Friens gericht dan op Grouw.
Steden, dorpen en gehuchten: Aegum · Baard · Beers · Britsum · Cornjum · Finkum · Friens · Goutum · Grouw · Hempens · Hijlaard · Hijum · Huins · Idaard · Irnsum · Jellum · Jelsum · Jorwerd · Leeuwarden · Lekkum · Lions · Mantgum · Miedum · Oosterlittens · Oude Leije · Roordahuizum · Snakkerburen · Stiens · Swichum · Teerns · Warstiens · Wartena · Warga · Weidum · Wirdum · Wytgaard

Buurtschappen: Abbengawier · Angwier · Baardburen · Bartlehiem (deels) · Barrahuis · De Hem · Domwier · Fons · Groote Bontekoe · Gotum · Hezens · Horne · Hofland · Hoptille · Marwird · Midsburen · Naarderburen · Noordend · Oude Schouw (deels) · Poelhuizen · Rewerd (deels) · Schillaard · Schrins · Tichelwerk · Tjaard · Tjeintgum · Truurd · Tsienzerburen · Vensterburen · Vierhuis · Vrouwbuurtstermolen (deels) · Wammerd · Wiel · Wieuwens · Wilaard · Zuiderburen · Zuiderend

Voormalige buurtschappen: De Drie Romers · Hoek

Friesland: Steden en dorpen      Nederland: Provincies · Gemeenten